# Millie the Model
Millie, alias Millie Collins ou Millie the Model (« Millie le mannequin », du titre de sa principale parution), est un personnage de fiction, héroïne de séries de comic books publiées dans les années 1940 à 1970 par les firmes Timely, Atlas, puis Marvel Comics, intégrée ensuite à l'univers Marvel moderne.

## Publication originale
Le personnage de la jeune mannequin blonde Millicent Collins, alias "Millie", nait fin 1945 sous le crayon de Ruth Atkinson dans le premier numéro de sa série de comic book dédiée Millie the Model, éditée par Timely Comics ; elle ne dessine que ce numéro, qui reste un temps sans suite. La série est relancée un an plus tard à un rythme bimestriel, désormais dessinée par Mike Sekowsky. Le deuxième numéro, qui sort en octobre 1946, voit l'héroïne se déguiser ponctuellement avec un masque pour les besoins d'une campagne publicitaire, appelée pour l'occasion  The Blonde Phantom ; cette apparition entraine la création dans les mois qui suivent d'une série dédiée à une héroïne similaire homonyme, qui connaitra le succès durant quelques années. Dan DeCarlo s'occupe ensuite de Millie the Model durant dix ans (du #18 en 1949 au #93 en 1959), avant de laisser la place au dessinateur Stan Goldberg et au scénariste Stan Lee (parfois cité comme cocréateur du personnage).  
Millie est alors l'héroïne d'histoires humoristiques et sentimentales pour jeunes filles, dans le milieu de la mode, aux côtés de son petit ami le photographe de mode Clicker Holbrook, de sa rivale la mannequin rousse Chili Storm, et de son amie la mannequin Toni Turner (remplacée par la suite par l'habilleuse Daisy). En parallèle à sa série principale, ses aventures sont tout d'abord également publiées dans plusieurs séries comics partagées avec d'autres héroïnes : Gay Comics (au moins du #25 de 1946 au #40 de 1949, partagés avec Tessie the Typist et Nelly the Nurse), Joker Comics (au moins du #28 de 1947 au #42 de 1950, partagés avec Tessie et Hedy De Vine), et Comedy Comics (10 numéros parus de 1948 à 1950, également partagés avec Tessie et Hedy). Plusieurs autres séries successives lui sont par la suite dédiées, parfois numérotées à la suite les unes des autres : A Date with Millie (vol.1) (7 numéros parus dans les années 1950), puis A Date with Millie (vol.2) renommée en Life With Millie puis en Modeling with Millie (54 numéros en tout parus dans les années 1960), et enfin Mad about Millie (17 numéros mensuels parus au début des années 1970). Elle a aussi droit durant les années 1960 à une dizaine de numéros spéciaux annuels, titrés Millie the Model Annual. 
Sa série principale Millie the Model, toujours en cours dans les années 1960, reste le titre humoristique le plus longtemps publié par Marvel Comics, et est alors l'une des rares à avoir été publiées sans discontinuation par Marvel depuis l'âge d'or des comics, avec celle de Patsy Walker également créée par Ruth Atkinson peu avant elle, fin 1944. Patsy apparait d'ailleurs dans les pages et en couverture de Millie the Model #103 en 1961, Millie lui rendant la pareille dans Patsy Walker #98 plus tard dans l'année. Comme les séries dédiées à Patsy Walker, celles de Millie connaissent un changement de style durant quelques années, passant du genre humoristique à la romance (de Millie the Model #113 à 153 parus de mars 1963 à août 1967, ainsi que dans la série parallèle renommée pour l'occasion Modeling with Millie, sur des scénarios de Denny O'Neil, Roy Thomas, Gary Friedrich…), décrochant même un Alley Award du meilleur comic romantique à la convention New York Comic Art Convention en 1968. Mais là où les séries de Patsy Walker sont ensuite abandonnées, en 1967, celles de Millie continuent à être publiées, repassant à un genre purement humoristique façon Archie Comics. 
Fin 1965, Millie fait une première apparition indirecte dans l'univers Marvel moderne à l'occasion d'un caméo de Patsy Walker et sa costar Hedy Wolfe qui la mentionnent dans Fantastic Four Annual #3, clin d'œil du scénariste Stan Lee alors auteur de ces séries qui ne se déroulent pourtant pas dans un même univers fictionnel. En 1970 et 1971, huit numéros de Millie the Model (#174 à 181) sont traduits en français pour être édités au Canada dans quatre numéros bimestriels de 48 pages en noir et blanc publiés par les Éditions Héritage, sous le titre Millie le mannequin. Chili, la rivale de Millie, a finalement droit aussi à sa propre série homonyme, Chili, durant les quatre dernières années de publications dans les années 1970. Les séries de Millie (au #207) et Chili (au #26) se terminent en effet simultanément en décembre 1973, après un total cumulé de plus de 300 numéros de leurs diverses séries. Millie aura cependant encore droit à deux numéros spéciaux annuels publiés durant les deux années suivantes, renommés en Queen-Size Millie the Model, avant que cesse sa carrière d'héroïne au terme de trente années de publication.

## Réadaptations
Le personnage de Millie (de même que celui de Chili) sera toutefois ré-adapté quelques années plus tard pour être définitivement intégré à l'univers Marvel, à l'instar de Patsy Walker devenue la super-héroïne Hellcat, mais dans un rôle bien moindre, devenant un personnage secondaire directrice d'une agence de mannequin et un peu plus âgée. Elle apparait ainsi pour la première fois dans The Defenders #65 en 1978 aux côtés de Patsy, puis dans Dazzler #34 en 1985 avec Chili, dans The Sensational She-Hulk #59-60 et dans Marvels #2 en 1994, dans King-Size Spider-Man Summer Special #1 en 2008, dans un flashback de The Age of the Sentry #3 en 2009, décrochant finalement un rôle important dans la mini-série Models, Inc en 2009-2010 aux côtés de Patsy, Hedy et Chili.
Le personnage de Millie est aussi adapté dans une version alternative en 1985-1986 pour la série Misty, écrite et dessinée par Trina Robbins, de la ligne pour enfant Star Comics de Marvel, où elle est représentée encore plus âgée et s'occupant de la carrière de mannequin de sa nièce, l'héroïne en titre de la série qui ne dura que six numéros. Il inspire aussi une comédie musicale en 1986, Dial 'M' For Model, pour laquelle les noms des personnages de la série sont toutefois modifiés. En 2003, le président de Marvel Bill Jemas annonce à la presse son intention de ré-adapter le personnage de Millie dans une version adolescente et joueuse de tennis dans une série intitulée 15 Love destinée aux adolescentes, dans la ligne Tsunami façon manga de Marvel, envisageant même la possibilité d'un film dérivé ; mais le projet est abandonné avec l'échec de la ligne, avant d'être finalement édité en 2011 sous forme d'une mini-série de trois numéros, l'héroïne étant renommée Mill Collins et étant désormais présentée comme la nièce de Millie.

## Parutions
- Millie the Model : 207 numéros en général bimestriels (mensuels sur dix ans)[3] parus de fin 1945 à décembre 1973 ; sur-titré "The Blonde Bombshell" du #30 au #150, puis "Glamor a Go-Go!" du #151 au #153, puis "The New (Millie the Model)" du #154 au #185.
- Gay Comics : 23 numéros numérotés #18 à 40, parus irrégulièrement de septembre 1944 à octobre 1949, bimestriel à partir du #30 ; Millie n'est en couverture qu'à partir du #25 de novembre 1946 (trimestriel), avec "Tessie the Typist" et "Nellie the Nurse".
- Joker Comics : 42 numéros parus irrégulièrement d'avril 1942 à août 1950, bimestriel à partir du #32 ; Millie n'est en couverture qu'à partir du #28 de juin 1947 (alors trimestriel), avec "Tessie the Typist" et "Hedy De Vine".
- Comedy Comics : 10 numéros bimestriels parus de mai 1948 à janvier 1950, partagés avec  "Tessie the Typist" et "Hedy De Vine".
- A Date with Millie (vol.1) : 7 numéros bimestriels puis mensuels numérotés #1-7, parus d'octobre 1956 à août 1957.
- Showgirls (vol.1) : 1 unique numéro paru en février 1957, numéroté #4 à la suite de Sherry the Showgirl (où Millie apparait au #5)[4].
- Showgirls (vol.2) : 2 numéros bimestriels numérotés #1 et 2 parus en juin et août 1957.
- A Date with Millie (vol.2) : 7 numéros bimestriels renumérotés #1-7, parus d'octobre 1959 à octobre 1960.
- Life With Millie : 13 numéros bimestriels numérotés #8-20 à la suite, parus de décembre 1960 à décembre 1962.
- Modeling with Millie : 34 numéros bimestriels ou mensuels numérotés #21-54 à la suite, parus de février 1963 à juin 1967.
- Mad about Millie : 17 numéros mensuels numérotés #1-17, parus d'avril 1969 à décembre 1970 ; + 1 numéro annual en 1971.
- Chili : 26 numéros mensuels (de mai 1969 à octobre 1970) puis bimestriels (d'août 1972 à décembre 1973)[5] ; + 1 annual en 1971.
- Millie the Model Annual : 10 numéros annuels numérotés #1-10, parus de 1962 à 1971.
- Queen-Size Millie the Model : 2 numéros annuels numérotés #11-12 à la suite, parus en 1974–1975.
- Millie le mannequin : 4 numéros bimestriels en français parus en 1970-1971 au Québec, traduction des #174 à 181.
- Sylvie : publication d'histoires courtes de remplissage (4 pages de Millie dans plusieurs numéros de ce petit format pour jeunes filles édité par Arédit (par exemple le n°186 de mars 1976).

De courtes aventures de Millie ont aussi été ponctuellement publiées dans les années 40 ou 50 dans : 
Georgie (#10, 11, 12), Nellie The Nurse (#17), Hedy De Vine (#29, 30), Hedy of Hollywood (#36), Lana (#2, 3, 6, 7), Linda Carter - Student Nurse (#9), My Friend Irma (#9), Patsy Walker (#10, 26), Rusty (#15, 18, 19), Sherry the Showgirl (#5), Tessie the Typist (#18, 21)...
Séries dérivées
- Misty : 6 numéros parus en 1985-1986 pour la ligne Star Comics de Marvel, centrés sur Misty Collins, nièce de Millie.
- 15 Love : mini-série de 3 numéros parue en 2011, centrés sur Mill Collins, réadaptation de Millie façon manga.

Apparitions notables dans l'univers Marvel
- The Defenders #65 (1978)
- Dazzler #34 (1985, avec Chili Storm)
- The Sensational She-Hulk #59-60 (1994)
- Marvels #2 (1994 ; apparition au mariage des Fantastiques)
- King-Size Spider-Man Summer Special #1 (2008 ; avec Patsy Walker et Mary Jane Watson)
- The Age of the Sentry #3 (2009)
- Models, Inc (2009-2010 ; mini-série, avec Patsy Walker, Hedy Wolfe et Chili Storm)